# Dudaia uelensis
Dudaia uelensis är en tvåvingeart som först beskrevs av Vanschuytbroeck 1959.  Dudaia uelensis ingår i släktet Dudaia och familjen hoppflugor. Inga underarter finns listade i Catalogue of Life.